# IAC (entreprise)
Pour les articles homonymes, voir IAC.
IAC est une entreprise américaine de médias qui fait partie de l'indice NASDAQ-100 ; son président est Barry Diller. IAC possède notamment Vimeo, Tinder et Match.com.

## Histoire
En juillet 2014, DraftKings annonce l'achat de DraftStreet, détenue par IAC et troisième du secteur des paris sportifs,.
En septembre 2014, IAC annonce son intention d'acquérir l'entreprise israélienne Perion Network pour 500 millions de dollars.
En décembre 2019, IAC annonce la scission de sa filiale Match Group, comprenant ses activités de sites et applications de rencontres, soit plus de 40 % de son activité.
En décembre 2020, c'est au tour de Vimeo, spécialiste de la vidéo pour les professionnels, d'annoncer sa séparation prochaine avec sa maison-mère.